# Ludwigsbrunnen (Bad Homburg vor der Höhe)
Koordinaten: 50° 13′ 44,15″ N, 8° 37′ 34,72″ O

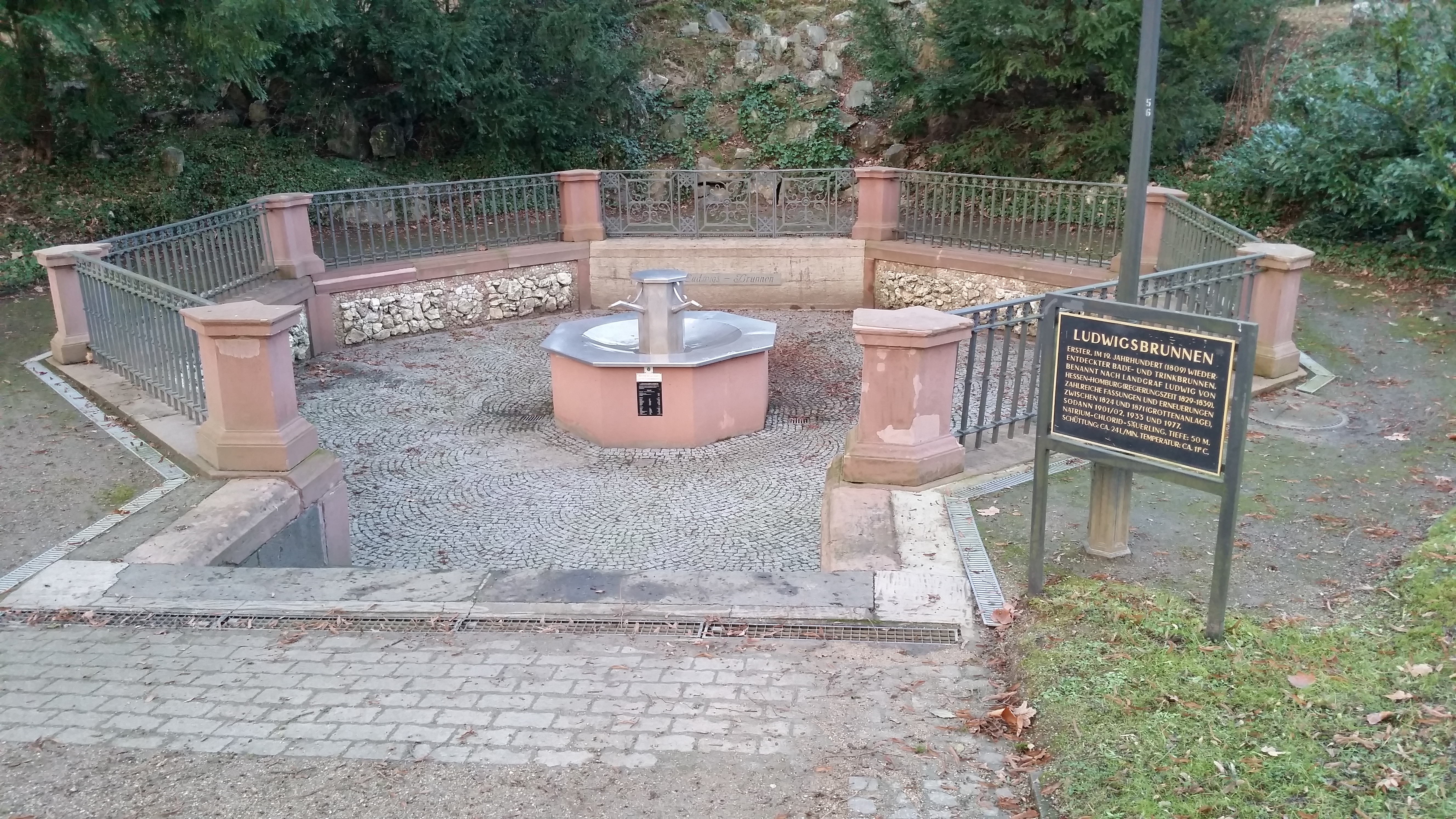
Ludwigsbrunnen

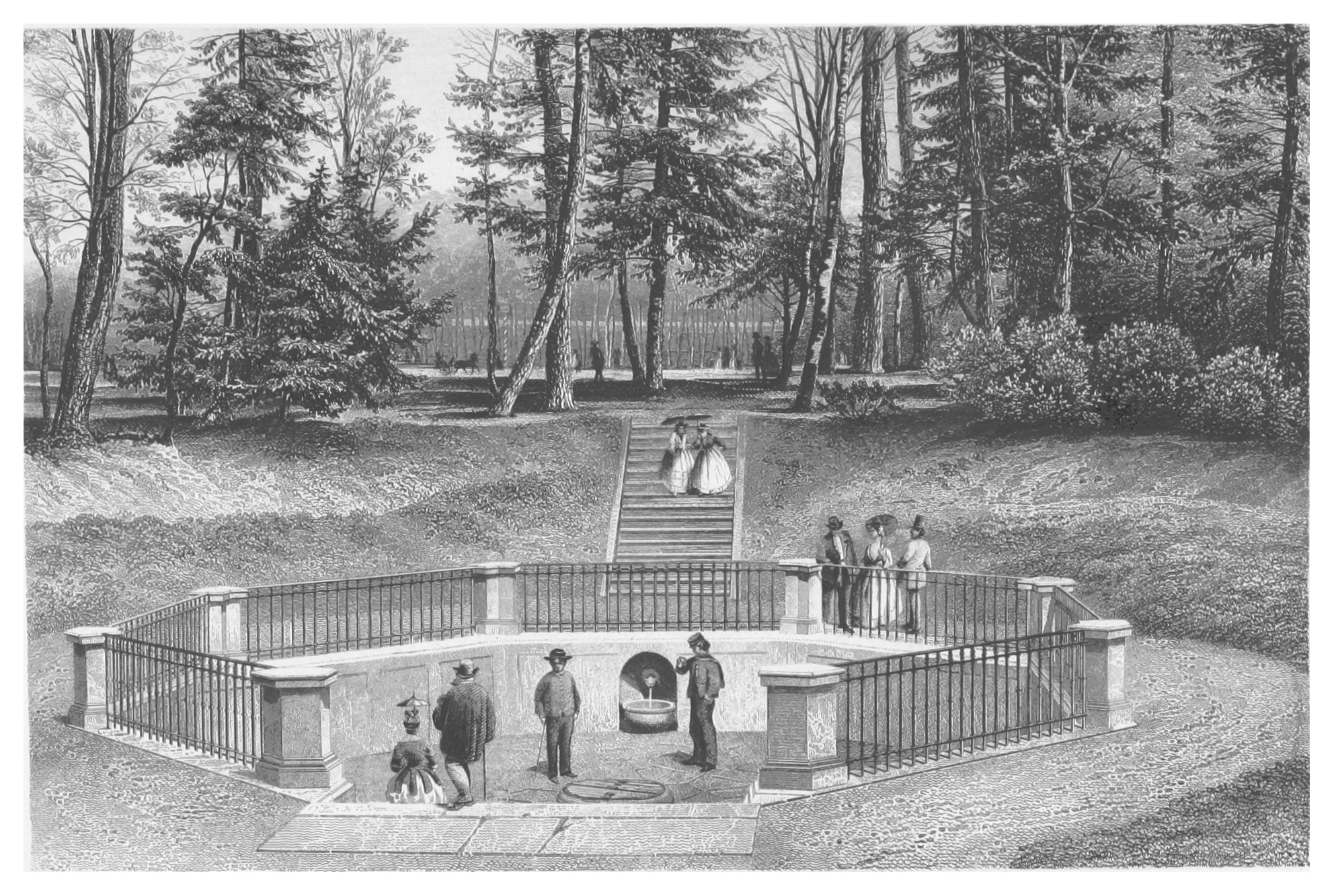
Darstellung des Ludwigsbrunnens von Thomas William Gaspey 1866

Der Ludwigsbrunnen ist der älteste Brunnen im Kurpark von Bad Homburg vor der Höhe. Er steht als Kulturdenkmal unter Denkmalschutz.
Im Jahre 1809 entdeckten zwei am Kirdorfer Bach spielende Kinder diese Heilquelle und probierten das säuerlich, aber erfrischend schmeckende Wasser. Die Quelle wurde 1809/10 auf Veranlassung von Landgraf Friedrich V. Ludwig zum Brunnen eingefasst und zunächst als Oberer oder Salzbrunnen bezeichnet, in 1835 sodann ihm zu Ehren in Ludwigsbrunnen umbenannt. Damals war der Brunnen von einem Doppelring italienischer Säulenpappeln umgeben. Das Wasser des Ludwigsbrunnens wurde ab 1810 als Mineralwasser verkauft und versandt.
Der Brunnen musste aufgrund der seichten Lage der Quelle zwischen 1824 und 1871 mehrfach neu gefasst und erneuert werden (auch 1901/02, 1933, 1977). Die sechsseitigen, mit gusseisernen Gittern untereinander verbundenen roten Sandsteinpfosten wurde im Jahr 1836 geschaffen. Die der Treppe gegenüberliegende Felsgrotte, von der, seitdem die Zapfstelle höher gelegt wurde, nur noch Reste zu sehen sind, stammt aus dem Jahr 1871 (so auch die Informationstafel vor Ort) oder 1851.
Diese im Bereich des heutigen Kurparks liegende Quelle war schon den Römern bekannt, was durch Funde und Weihegaben nachgewiesen wurde.
Das Wasser des Brunnens ist, so die Schilder vor Ort, ein Natrium-Chlorid-Säuerling bzw. ein Natrium-Calcium-Säuerling mit einer Temperatur von 12,1 Grad bei 19,2 l/min.